# Aerangis decaryana
Aerangis decaryana es una orquídea epífita originaria de Madagascar.

## Descripción
Es una planta pequeña de tamaño que prefiere clima caliente a fresco, es epífita, con tallo erecto leñoso con 2 a 6 hojas, liguladas elípticas, con ápice poco bi-lobulado, los márgenes ondulados y de color verde grisáceo a verde oscuro, a menudo teñido de color rojo. Florece en varias inflorescencias pendulares, que surgen por debajo de las hojas y son de color marrón rojizo de 8 a 30 cm de largo y con 4 a 20 flores de 4 cm de ancho. La floración se produce al final de la primavera y en el verano.

## Distribución y hábitat
Se encuentra en el sur y el suroeste de Madagascar en bosques secos caducifolios y matorrales en alturas desde el nivel del mar hasta los 900 m s. n. m.

## Taxonomía
Aerangis decaryana fue descrita por Eugène Henri Perrier de la Bâthie y publicado en Notulae Systematicae. Herbier du Museum de Paris 7: 34–35. 1938.
Etimología
El nombre del género Aerangis procede de las palabras griegas: aer = (aire) y angos = (urna), en referencia a la forma del labelo.
decaryana: epíteto otorgado en honor de Decary (investigador de especies francés en Madagascar de los años 1900).